# Jack Crawford

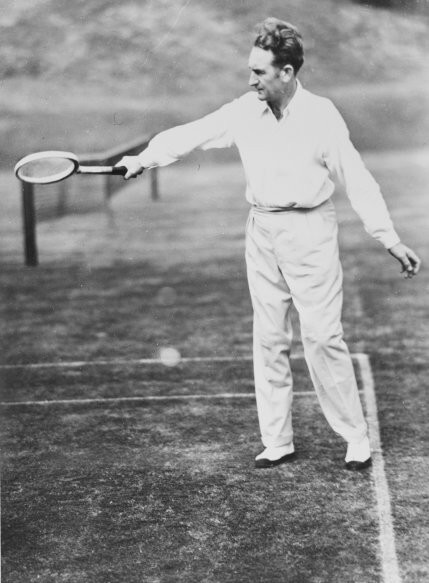
Jack Crawford

John Herbert "Jack" Crawford, också kallad Gentleman Jack, född 22 mars 1908 i Urangeline nära Albury, New South Wales, död 10 september 1991 i Sydney, var en australisk tennisspelare. Jack Crawford var perioden 1932-37 en av världens 10 bästa tennisspelare och rankades 1933 som nummer ett. Han vann 6 singeltitlar i Grand Slam-turneringar. Dessutom vann han sex dubbeltitlar och fem mixed dubbeltitlar under perioden 1929-35 i dessa turneringar. Sin sista GS-final spelade han 1940. Jack Crawford upptogs 1979 i  International Tennis Hall of Fame.

## Tenniskarriären
Säsongerna 1931 och 1932 vann Crawford Australiska mästerskapen, båda gångerna genom finalseger över landsmannen Harry Hopman som sedermera blev det australiska Davis Cup-lagets legendariske tränare.
Säsongen 1933 var Crawford som första tennisspelare i historien mycket nära att vinna en äkta Grand Slam. Han vann då Australiska mästerskapen (finalbesegrade Keith Gledhill),  Franska mästerskapen (finalbesegrade Henri Cochet, 8-6, 6-1, 6-3) och Wimbledonmästerskapen (finalbesegrade Ellsworth Vines, 4-6, 11-9, 6-2, 2-6, 6-4). Crawfords Wimbledonmöte med Vines har betecknats som en av de verkligt stora finalerna i den turneringen.
Efter dessa triumfer var Crawford sliten och han led dessutom av återkommande astmaattacker. Han hade planer på¨att avstå en resa till USA där 1933 års Amerikanska mästerskap skulle spelas. Han lät sig dock övertalas att ställa upp och nådde singelfinalen.  Han mötte där Fred Perry som vann det första setet. Crawford vann därefter de följande två seten, vilket innebar att han var ett enda set från en äkta Grand Slam. Möjligen, har det sagts, beroende på att han drabbades av astma, rasade Crawfords spel därefter totalt samman, och han förlorade de följande seten med 0-6, 1-6. Perry vann därmed sin första Grand Slam-titel.
Säsongen därpå, 1934, nådde Crawford tre Grand Slam-finaler i singel, men han lyckades inte vinna någon titel. I två av finalerna (Australiska mästerskapen och Wimbledonmästerskapen) förlorade han mot Fred Perry och i Franska mästerskapen besegrades han av tysken Gottfried von Cramm. Under Wimbledonturneringen drabbades flertalet spelare och flera ur publiken av ett oidentifierat virus, så även Crawford. Mot läkares inrådan spelade han ändå turneringen och nådde finalen. Där mötte han Fred Perry som utan större svårigheter besegrade Crawford med 6-3, 6-0, 7-5 och därmed tog sin första Wimbledontitel.
I singelfinalen i Australiska mästerskapen 1935 fick Crawford efter sina tidigare finalförluster mot denne slutligen revansch på Perry. Denna blev Crawfords sista singelfinal i Grand Slam-turneringar. 
Crawford vann tre raka mixed dubbel-finaler i Australiska mästerskapen (1931-33), alla med sin hustru Marjorie Cox Crawford.
Jack Crawford deltog i Australiens Davis Cup-lag 1928, 1930, 1932-37. Säsongen 1936 nådde laget Challenge Round mot Storbritannien. Det australiska laget förlorade med 3-2, efter det att Crawford förlorat den avgörande femte matchen mot sin främste rival, Fred Perry, med 6-2, 6-3, 6-3.

## Spelaren och personen
Jack Crawford var en mycket omtyckt idrottsman. En kommentator skrev 1933 att "han är den mest populäre Wimbledonsegraren i historien". Crawford framträdde alltid i en något "ålderdomlig" klädsel, med långärmad vit skjorta, knäppt vid handlederna. Endast i kritiska situationer hände det att han kavlade upp ärmarna. Hans tennisracket hade en för tiden omodern form med huvudet rätvinkligt "avhugget" i toppen. I spelpauserna brukade han dricka hett sötat te med mjölk. Crawfords styrka låg i grundslagen som han spelade med stor koncentration. Hans slag var svepande och klassiskt genomförda. Han var framförallt baslinjespelare och avgjorde sällan framme vid nät. Spelet har beskrivits som hämtat ur en instruktionsbok.

## Grand Slam-finaler, singel (10)

### Titlar (6)
| År   | Mästerskap                   | Finalmotståndare | Setsiffror               |
| 1931 | Australiska mästerskapen     | Harry Hopman     | 6-4, 6-2, 2-6, 6-1       |
| 1932 | Australiska mästerskapen (2) | Harry Hopman     | 4-6, 6-3, 3-6, 6-3, 6-1  |
| 1933 | Australiska mästerskapen (3) | Keith Gledhill   | 2-6, 7-5, 6-3, 6-2       |
| 1933 | Franska mästerskapen         | Henri Cochet     | 8-6, 6-1, 6-3            |
| 1933 | Wimbledonmästerskapen        | Ellsworth Vines  | 4-6, 11-9, 6-2, 2-6, 6-4 |
| 1935 | Australiska mästerskapen (4) | Fred Perry       | 2-6, 6-4, 6-4, 6-4       |

### Finalförluster (Runner-ups) (4)
| År   | Mästerskap               | Finalmotståndare    | Setsiffror                |
| 1933 | Amerikanska mästerskapen | Fred Perry          | 3-6, 13-11, 6-4, 0-6, 1-6 |
| 1934 | Australiska mästerskapen | Fred Perry          | 3-6, 5-7, 1-6             |
| 1934 | Franska mästerskapen     | Gottfried von Cramm | 4-6, 9-7, 6-3, 5-7, 3-6   |
| 1934 | Wimbledonmästerskapen    | Fred Perry          | 3-6, 0-6, 5-7             |

## ÖvrigaGrand Slam-titlar
- Australiska mästerskapen
  - Dubbel - 1929, 1930, 1932, 1935
  - Mixed dubbel - 1931, 1932, 1933
- Franska mästerskapen
  - Dubbel - 1935
  - Mixed dubbel - 1933
- Wimbledonmästerskapen
  - Dubbel - 1935
  - Mixed dubbel - 1930